# Câinele japonez
Câinele japonez é um filme de drama romeno de 2013 dirigido e escrito por Tudor Cristian Jurgiu. Foi selecionado como representante da Romênia à edição do Oscar 2014, organizada pela Academia de Artes e Ciências Cinematográficas.

## Elenco
- Victor Rebengiuc - Costache
- Șerban Pavlu - Ticu
- Ioana Abur - Gabi
- Alexandrina Halic - Leanca
- Constantin Drăgănescu
- Kana Hashimoto - Hiroko